# Ledomyia lepida
Ledomyia lepida är en tvåvingeart som först beskrevs av Boris Mamaev 1967.  Ledomyia lepida ingår i släktet Ledomyia och familjen gallmyggor. Inga underarter finns listade i Catalogue of Life.